# Broadsands

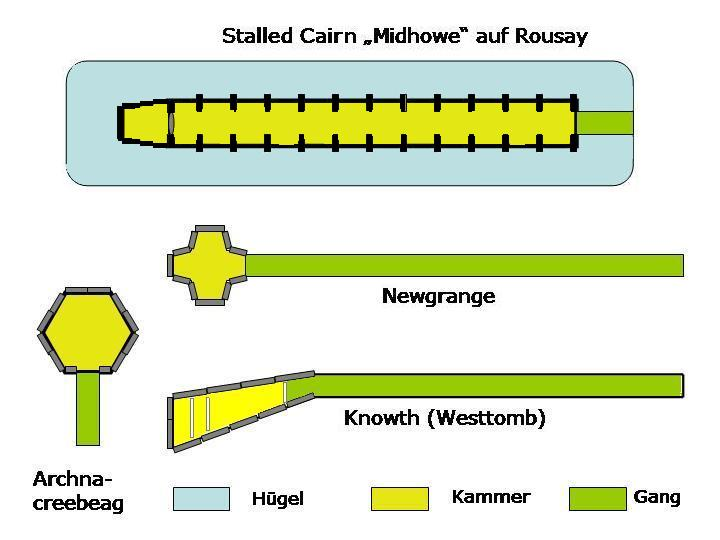
Schema der Passage Tombs

Das neolithische Passage Tomb von Broadsands (auch Hedgebank – deutsch „Wallhecke “ genannt) liegt 630 m nordwestlich der Elberry Farm, nördlich von Churston Ferrers, südlich von Paignton in Devon in England.
Die Kammer hat einen 3,8 Meter langen und 1,2 Meter breiten seitlichen Gang aus wechselweise verbauten Orthostaten und Trockenmauerwerk in einem Cairn von ursprünglich etwa 12 m Durchmesser, der später auf etwa 9,0 × 7,0 Meter reduziert wurde. Die polygonale Kammer misst 3,35 × 2,1 Metern bei einer maximalen Höhe von 1,6 Metern. Sie wurde aus elf lokalen Kalkstein-Orthostaten errichtet mit Ergänzungen aus horizontalem Trockenmauerwerk. Sieben der Orthostaten verblieben in situ, während einer der riesigen Decksteine aufrecht an der südlichen Seite liegt.
Die Ausgrabung erbrachte Belege für die primäre Bestattung von zwei Erwachsenen und einem Säugling, die mit neolithischer Töpferware verbunden waren. Die sekundäre Bestattung eines jungen Erwachsenen mit spätneolithischer Töpferware erfolgte auf dem Steinboden. Es gibt Nachweise einer rituellen Reinigung vor der Wiederverwendung und einer Störung während des Mittelalters, als das Grab in eine Hecke eingebunden wurde, die die Pfarrgrenze zwischen Paignton und Churston Ferrers markiert.